# Земо Веді
Земо Веді (груз. ზემო ვედი) — село в Грузії.
За даними перепису населення 2014 року в селі проживає 11 осіб.